# Флемминг, Якоб Генрих фон
Граф Якоб Генрих фон Флемминг (нем. Jacob Heinrich Reichsgraf von Flemming; 3 марта 1667 — 30 апреля 1728, Вена) — государственный и военный деятель Саксонии и Речи Посполитой, фаворит саксонского курфюрста Августа Сильного, строитель Японского дворца в Дрездене.
Конюший великий литовский (1701—1728), кабинет-министр Саксонии (1705—1728), генерал артиллерии коронной (1710—1714), фельдмаршал Саксонии (1712).

## Начало карьеры
Сын бранденбургского тайного советника Георга Каспера Флемминга. Окончил академический курс наук и в 1688 году путешествовал в Англию, после чего поступил на военную службу голландского штатгальтера Вильгельма III Оранского.
Начал службу в войнах против французского короля Людовика XIV: присутствовал при осаде Кайзерсверта и Бонна (1689), в сражениях при Флёрусе (1690) и Лёзе (1691), в 1693 году был в деле при Хайльбронне, затем сражался при Марсальи в Пьемонте.
Саксонский курфюрст Иоганн-Георг IV пожаловал его своим генерал-адъютантом и полковником. Эти должности Флемминг сохранил и при курфюрсте Августе II, оказав ему важные услуги как в некоторых поручениях в Венгрии и Вене, так и на польском сейме 1697 года, на котором Август был избран королём Польши. За заслуги в 1698 году произведён в генерал-майоры, тайные военные советники, генерал-почтмейстеры Саксонии, с 1701 года — Конюший великий литовский.

## Северная война
С 1699 года — генерал-лейтенант, с открытием кампании против Карла XII участвовал в осаде Риги (1700) и битве на Двине (1701), ранен в сражении при Клишове (1702). В 1705 году пожалован чином генерала кавалерии.
В 1707 году назначен губернатором Дрездена, Кёнигштейна, Зоненштейна и главным командиром королевской гвардии.
В 1710 году назначен генералом польской коронной артиллерии, президентом тайного и военного советов, в 1712 году получил должность кабинет-министра.
22 февраля 1712 года получил чин саксонского фельдмаршала и должность командующего саксонскими войсками в Померании, совместно с датчанами осадил Штральзунд, но потерпел поражение при Гадебуше от М. Стенбока. В следующем году присутствовал при осаде и взятии Тённинга
С началом кампании против польской Тарногродской конфедерации нанёс поражение конфедератам при Сандомире и занял Замосць, однако вынужден был отступить после поражения под Сокалем.
Далее присутствовал при свидании польского короля с русским царём Петром I в Данциге, а также на конгрессах в Люблине и Варшаве, после чего назначен главным губернатором всех польских областей, а также шефом гвардии и драгунского полка.

## После войны
Якоб Генрих фон Флемминг выказал себя искусным дипломатом, устроив в Вене бракосочетание курпринца Фридриха Августа с эрцгерцогиней Марией Жозефой (1719), а также участвовал при заключении союзного договора между его государем, императором Карлом VI и английским королём Георгом I.

## Награды
- Мальтийский крест (1691)
- Орден Святого Андрея Первозванного (1710)
- датский орден Слона
- Орден Белого орла (1717)

## Семья
Был дважды женат:
- 1-я жена — Франциска Изабелла Сапега, дочь конюшего великого литовского и старосты бобруйского Франтишека Стефана Сапеги (ум. 1686) и Анны Кристины Любомирской (ум. 1701).
- 2-я жена — Текла Ружа Радзивилл (05.09.1703 — 25.11.1747), дочь канцлера великого литовского Кароля Станислава Радивилла (1669—1719) и Анны Екатерины Сангушко (1676—1746). После смерти Якуба Генриха фон Флемминга была замужем за гетманом великим литовским, князем Михаилом Сервацией Вишневецким (1680—1744), и подканцлером литовским, князем Михаилом Антонием Сапегой (1711—1760).

Его двоюродный брат — подскарбий великий литовский и воевода поморский Ян Ежи Флемминг (1699—1771).